# David Bellamy
David James Bellamy, más conocido como David Bellamy (Londres, 18 de enero de 1933-ibídem, 11 de diciembre de 2019), fue un naturalista, escritor, presentador de televisión y activista medioambiental británico. Escribió numerosos libros y presentó series de documentales para televisión sobre ecología, medio ambiente y botánica. Fue miembro de la Orden del Imperio Británico y de la Orden del Arca de Oro y recibió dos premios BAFTA. Residió en el condado de Durham desde 1960 y falleció en la capital británica.
Se graduó en botánica en el Chelsea College of Science and Technology —integrado en el King’s College de Londres en 1985— y fue profesor universitario del departamento de botánica de la Universidad de Durham entre 1960 y 1982. En 1967 trabajó en un proyecto de rehabilitación costera en Cornualles tras el vertido provocado por el embarrancamiento del petrolero Torrey Canyon. Las lecciones y experiencias adquiridas durante los trabajos de recuperación medioambiental como consecuencia de este accidente le sirvieron para escribir, en coautoría, el artículo Effects of Pollution from the Torrey Canyon on Littoral and Sublittoral Ecosystems, publicado en la revista Nature ese mismo año. Esta publicación y sus feroces críticas a las estrategias oficiales para paliar los daños producidos por el siniestro marítimo le llevaron a su primera entrevista en televisión, donde su voz y peculiar gestualidad motivaron las primeras ofertas para presentar un programa de televisión.

## Documentales para la televisión
Su primer trabajo para televisión fue la serie documental Life in Our Sea, producida por la BBC a principios de los años setenta, a la que seguiría Bellamy’s Britain, una serie de 10 episodios estrenada en 1974 que repasa la riqueza biológica de las islas británicas; la exitosa Bellamy Backyard Safari, en la que gracias al uso de técnicas de macrofotografía explicaba a lo largo de cuatro capítulos la diversidad de fauna y flora que podía hallarse en cualquier jardín británico típico. En 1984 presentó You Can't See the Wood…, un documental en el que explicaba cómo habían llegado a las islas la mayoría de las especies vegetales durante la última glaciación y en 1993 se emitió Blooming Bellamy, en el que explicaba las capacidades curativas de algunas especies de plantas. En 1988 fue invitado por el Departamento de Turismo de Nueva Zelanda para promocionar la carrera De costa a costa. Bellamy aceptó la invitación, pero como participante en dicha carrera y durante su estancia en el país trabajó en la serie documental Moa’s Ark que emitió la cadena pública de televisión de Nueva Zelanda en 1990.

## Activismo
En 1983 fue detenido y encarcelado en Australia durante las protestas contra el proyecto de construcción de una presa en el río Franklin, en la región de las Tierras Altas Centrales. El 18 de agosto de 1984 inauguró la Reserva marina voluntaria de St. Abbs y Eyemouth, situada a orillas del mar del Norte en el sur de Escocia. Esta fue la primera reserva biológica de carácter voluntario que se creó en Gran Bretaña y su figura de protección se basa únicamente en la buena voluntad de sus habitantes y visitantes. A finales de los años ochenta se involucró, sin éxito, en el movimiento de oposición a la construcción de un embalse en la isla de Jersey, hogar de una rara especie de caracol. Durante la campaña para las elecciones generales del Reino Unido de 1997 se enfrentó con el primer ministro John Major por el liderazgo del Partido por el referéndum (Referndum party) en la circunscripción de Huntingdon. Su derrota en este enfrentamiento político coincidió con su declive mediático y en el año 2002 declararía:
«De algún modo estoy convencido de que fue la cosa más estúpida que he hecho jamás porque si existió un motivo para que me vetasen en televisión, fue ese». 

## Polémica respecto al calentamiento global
En su prólogo al libro The Greenhouse Effect, escrito por Stewart Boyle y John Ardill en 1989, Bellamy escribió:
«Las exigencias desmedidas de la humanidad están provocando cambios de gran alcance en la atmósfera del planeta, esto es indudable. La temperatura de la Tierra está mostrando un incremento, el llamado efecto invernadero, ahora tema de preocupación internacional. El efecto invernadero puede derretir los glaciares y el hielo de los polos, causando una elevación en el nivel del mar que anegue muchas de nuestras grandes ciudades y gran parte de nuestras mejores tierras de cultivo».
Esta visión de los efectos y consecuencias de la liberación de gases de efecto invernadero en la atmósfera cambiaría radicalmente y en el año 2004 publicó un artículo en el periódico Daily Mail en el que describía la teoría del calentamiento global provocado por la actividad humana como una «majadería» («poppycock»).  El 16 de abril de 2005 publicó un artículo en el New Scientist en el que afirmaba que un gran porcentaje —555 de 625— de los glaciares vigilados por el Servicio Mundial de Monitorización de Glaciares habían aumentado su tamaño. El periodista del diario The Guardian, George Monbiot, investigó las fuentes en las que se había basado Bellamy y descubrió que la información procedía de la página web de Frederick Singer; Singer, por su parte, reveló que había obtenido esos datos de un artículo publicado en la revista Science en 1989, pero tal artículo nunca existió.
Bellamy tuvo que reconocer la falsedad de la información sobre los glaciares y anunció, por medio de una carta publicada en el The Sunday Times, su decisión de «retirarse del debate sobre el cambio climático», lo que no le impediría escribir en el año 2007 un artículo, en coautoría con Jack Barrett, titulado Climate stability: an inconvenient proof, que se publicó en la revista del Instituto de ingenieros civiles.

## Libros publicados
- Bellamy on Botany, British Broadcasting Corporation, 1972
- Bellamy's Britain, British Broadcasting Corporation, 1975
- Bellamy's Backyard Safari, BBC Books, 1981
- Grassland Walks, Littlehampton Book Services Ltd, 1983
- Bellamy's New World: Botanical History of America, BBC Books, 1983
- Bellamy's New World: Botanical History of America, BBC Books, 1983
- Queen's Hidden Garden: Buckingham Palace's Treasury of Wild Plants, David & Charles, 1984
- The Wild Places of Britain, Salem House, 1987
- The Roadside (David Bellamy's Changing World), Simon & Schuster Education, 1988
- The Forest (David Bellamy's Changing World), Simon & Schuster Education, 1988
- Bellamy's Ireland: The Wild Boglands, Christopher Helm Publishers Ltd, 1988
- The River (David Bellamy's Changing World), Simon & Schuster Education, 1988
- Tomorrow's Earth: A Squeaky-Green Guide, Courage Books, 1992
- World Medicine: Plants, Patients and People, Blackwell Pub, 1992
- Jolly Green Giant, Century, 2002
- Bellamy's Herbal, Century, 2003
- Wildlife Walks: Great Days Out at Over 500 of the UK's Top Nature Reserves (Wildlife Trusts Guide), Batsford, 2005